# Guillermo Kuitca

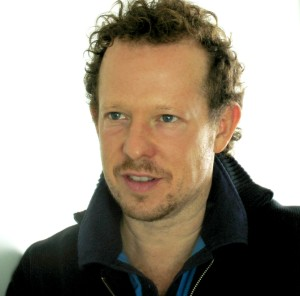
Guillermo Kuitca, 2007

Guillermo David Kuitca (* 22. Januar 1961 in Buenos Aires) ist ein argentinischer Künstler.
Er lebt und arbeitet in Buenos Aires.

## Leben
Guillermo Kuitca ist der Sohn eines Psychoanalytikers. Seine Großeltern waren Emigranten jüdischen Glaubens, die Anfang des 20. Jahrhunderts von Russland nach Argentinien kamen. Diese Ursprünge seiner Familie sollten später Kuitcas Werk beeinflussen. Seine künstlerische Ausbildung begann bereits in frühen Jahren. So lernte er zunächst von 1970 bis 1979 Malerei bei Ahuva Szlimowicz in Buenos Aires. Zeitgleich beschäftigte er sich an der weiterführenden Schule mit Film und Theater. 1975 bis 1977 war er außerdem ein Schüler des argentinischen Malers Victor Chab (* 1930). Mit 13 Jahren hatte Kuitca seine erste Einzelausstellung in der Galeria Lirolay in Buenos Aires und stellte danach regelmäßig aus. Seine frühen Arbeiten waren unter anderem von Francis Bacon beeinflusst. Bei einer Reise durch Europa lernte Kuitca 1980 die Choreografin Pina Bausch und ihr Tanztheater in Wuppertal kennen. Im Jahr darauf kehrte er in seine Geburtsstadt zurück und inszenierte mehrere Theaterproduktionen.

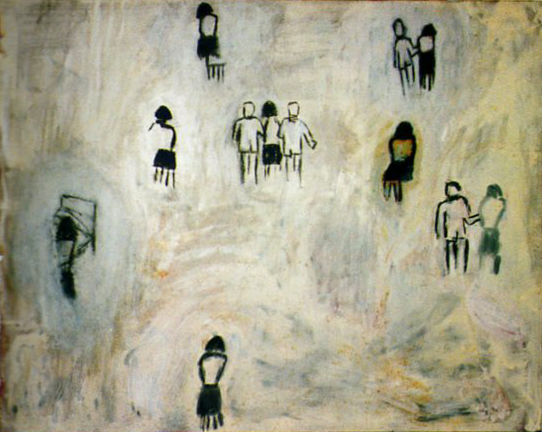
Nadie olvida nada, 1982, Acryl auf Holz

Anfang der 1980er Jahre begann Kuitca mit figürlichen Malereien, wobei er sich von seinen eigenen oder fremden Theaterstücken, Film, Literatur und populärer Musik inspirieren ließ. So basieren beispielsweise seine Bilder-Serien Nadie olvida nada und El mar dulce auf von ihm und Carlos Ianni inszenierten Theateraufführungen. Mit El mar dulce griff er das später wiederkehrende Thema (z. B. Odessa) Immigration auf; der Werkstitel bezieht sich auf den Río de la Plata, wo seine Großeltern in Argentinien eintrafen. Häufig stellte Kuitca großformatige, höhlenartige Bühnenbilder dar, in denen kleine Einrichtungsgegenstände stehen und ebenso kleine Figuren – zum Teil gewalttätig – agieren. Dafür nutzte er überwiegend Öl- oder Acrylfarben auf Leinwand, die er in verwischt-gedämpftem Ton oder einfarbig einsetzte. Später wurden Kuitcas Arbeiten abstrakter und es erschienen keine Menschen mehr darin. 1987 begann er Bilder zu malen, die auf Stadtplänen oder Wohnungsgrundrissen basierten. Die meisten dieser Werke schuf er auf Leinwand, einige aber auch auf Matratzen, die er an die Wand hängte oder auf Betten legte.
Kuitca gehört zu den bekanntesten zeitgenössischen Künstlern Lateinamerikas und hatte bedeutenden Einfluss auf die Erneuerung der Malerei zum Ende des 20. Jahrhunderts. Werke von ihm befinden sich unter anderem in den Sammlungen der Daros Latinamerica Collection, Londoner Tate Gallery und Milwaukee Art Museum. Einzelausstellungen seiner Arbeiten fanden an renommierten Ausstellungsorten wie dem Museum of Modern Art (1991), Institut Valencià d’Art Modern (1993) und Fondation Cartier (2000) statt. Er nahm für Argentinien an der 9. Documenta und der 52. Biennale von Venedig teil.
Neben der Malerei betätigt sich Kuitca auch als Bühnenbildner in Buenos Aires. So gestaltete er das Bühnenbild für La casa de Bernarda Alba von Federico García Lorca am Teatro San Martín (2002) und Der fliegende Holländer von Richard Wagner am Teatro Colón (2003).
Außerdem engagiert Kuitca sich als Lehrer und Förderer junger Künstler. Seit 1991 werden unter seiner Leitung Stipendienprogramme („Beca Kuitca“) durchgeführt, bei denen verschiedene Organisationen wie Fundación Antorchas und Fundación PROA als Sponsoren agieren. Ab 2003 leitete er am Kulturzentrum Centro Cultural Ricardo Rojas einen 18 Monate dauernden Workshop für bildende Kunst. 2004 wurde ihm für seine Verdienste von der Universidad de Buenos Aires ein Diplom überreicht, das ihn als Honorarprofessor akkreditierte. 1999 und 2004 lehrte er als Gastprofessor an der Skowhegan School of Painting and Sculpture in Skowhegan, wo er auch Mitglied des Schulbeirats ist. Im Oktober 2006 nahm er am Master-Artist-in-Residence-Programm des Atlantic Center for the Arts in New Smyrna Beach teil.

## Werke (Auswahl)

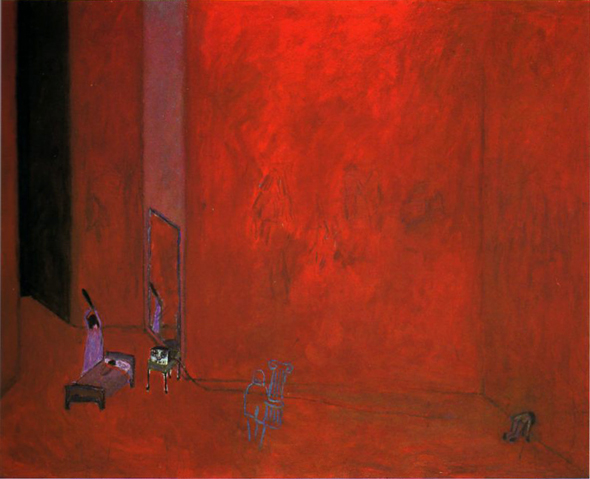
Ein weiteres Werk aus der Reihe Nadie olvida nada

- Nadie olvida nada, 1982
- El mar dulce, 1984
- Siete últimas canciones, 1986
- Odessa, 1987
- Oil Cross, 1988
- Coming Home, 1990
- La Tablada suite, 1991 bis 1993
- People on fire, 1993
- Orden global, 2002
- Everything, 2005
- Desenlace, 2006 bis 2007

## Einzelausstellungen (Auswahl)
- 1990: Witte de With, Rotterdam, Wanderausstellung (Katalog)
- 1990: Kunsthalle Basel (Katalog)
- 1991: „Projects: Guillermo Kuitca“, Museum of Modern Art, New York, Wanderausstellung (Katalog)[7]
- 1993: Institut Valencià d’Art Modern, Valencia, Wanderausstellung (Katalog)
- 2000: „Guillermo Kuitca, Œuvres récentes“, Fondation Cartier, Paris (Katalog)[8]
- 2003: „Guillermo Kuitca: Obras (1982–2002)“, Museo Reina Sofía, Madrid (Katalog)[9]
- 2003: „Guillermo Kuitca: Obras 1982/2002“, MALBA Colección Costantini, Buenos Aires, Argentinien (Katalog)
- 2004: „Guillermo Kuitca: Dibujos y Variaciones Sobre Papel“, Sala Muralla Bizantina, Cartagena, Spanien (Katalog)
- 2005: „Guillermo Kuitca: Theatre Collages“, Hauser & Wirth, London, Vereinigtes Königreich
- 2005: „Guillermo Kuitca: Acoustic Mass“, Sperone Westwater, New York City, Vereinigte Staaten
- 2006: „Das Lied von der Erde: Guillermo Kuitca“, Daros Museum, Zürich, Schweiz (Katalog)[3]
- 2006: „Guillermo Kuitca: Obras Puntuales“, Museum of Fine Arts, Santiago de Chile, Chile
- 2014: „Guillermo Kuitca: Filosofia para princesas – Obras 1980-2013“, Pinacoteca do Estado de São Paulo[10]

## Gruppenausstellungen (Auswahl)
- 1987: „Art of the Tantastic: Latin America, 1920–1987“, Indianapolis Museum of Art
- 1991: „Metropolis“, Martin-Gropius-Bau
- 1992: Documenta IX, Kassel[11]
- 2007: „Guillermo Kuitca: Si yo fuera el invierno mismo (If I Were Winter Itself)“, argentinisches Pavillon, 52. Biennale von Venedig, Venedig, Italien (Katalog)